# Donal Lunny
Dónal Lunny (Tullamore, 10 marzo 1947) è un musicista irlandese.

## Carriera
È legato a doppio filo al musicista folk Christy Moore, con il quale è artisticamente cresciuto, dai giovanili Rakes of Kildare fino alla registrazione dello storico disco Prosperous (1971), alla formazione dei Planxty (1972), passando per la parentesi The Bothy Band (1975) e il ricongiungimento nei Moving Hearts (1981).
Insieme a Andy Irvine, gli si deve la diffusione e la consacrazione del bouzouki (introdotto negli anni sessanta da Johnny Moynihan) come strumento portante del folk irlandese contemporaneo.
Dallo scioglimento dei Moving Hearts, nel 1985, imparò a suonare tastiere e mandolino e iniziò la carriera di produttore. Ha collaborato, oltre che con lo stesso Christy Moore, con Kate Bush, Paul Brady, Elvis Costello, Rod Stewart, Sinéad O'Connor e Clannad.

### Vita privata
È sposato con la musicista giapponese Hideko Itami dei Soul Flower Union e vive con lei a Okinawa. Ha una figlia violinista, Cora Venus Lunny, e un figlio, Shane O'Connor, quest'ultimo avuto con Sinéad O'Connor, deceduto il 7 gennaio 2022. Il fratello di Donal, Manus Lunny, è anche lui musicista.

## Discografia essenziale
Con Christy Moore:
- Prosperous – 1972
- Christy Moore – 1976
- Whatever Tickles Your Fancy – 1976
- Live in Dublin – Christy Moore, Donal Lunny & Jimmy Faulkner – 1978
- AntiNuclear, Christy Moore, tracks: "People Will Die", Barry Moore and "Trip to Cransore", Early Grave Band – 1979
- Ninety Miles from Dublin, The Rights of Man, Repeal the Union – 1980
- H-Block, Christy Moore, Donal Lunny, Matt Molloy, Declan Sinnott, a.o. – 1980
- Christy Moore and Friends – Christy Moore e.o. – 1981
- The Time Has Come – 1983
- Ride On – 1984
- The Spirit of Freedom – 1985
- Ordinary Man – 1985
- Unfinished Revolution – 1987
- Christy Moore
- Voyage

Con i Planxty:
- Planxty – 1973
- The Well Below the Valley – 1973
- Cold Blow and the Rainy Night – 1974
- After the Break – 1979/1992
- The Woman I Loved So Well – 1980/1992
- "Timedance" (12" single) – 1981
- Words & Music – 1983
- Between the jigs and the reels: a retrospective part 1 - 2016

Con The Bothy Band:
- 1975 – 1975
- Old Hag You Have Killed Me – 1976
- Out of the Wind, Into the Sun – 1977/1985
- Afterhours (Live in Paris) – 1978/1984
- Live in Concert – 1994

Con i Moving Hearts:
- Moving Hearts – 1982
- The Dark End of the Street – 1982
- Live Hearts – 1984
- The Storm – 1985

Solo:
- Dónal Lunny – 1987, Gael-Linn
- Coolfin – 1998

Apparizioni:
- Mark Knopfler - "Golden Heart" – 1996
- Albert Fry - "Trathnona Beag Areir" – 2008, Gael Linn
- Mairéad Ní Mhaonaigh'- "Imeall" – 2008, Moon

DVD:
- The Transatlantic Sessions Series 3 – 2007
- Between the jigs and the reels: a retrospective part 2 - 2016